# Eagleview
 (août 2025).
Eagleview est une census-designated place située dans le comté de Chester, dans l’État de Pennsylvanie, aux États-Unis. Lors du recensement de 2020, elle compte 2 193 habitants.